# Las Marianas (Cuba)
El pelotón Mariana Grajales, conocido como Las Marianas fue un pelotón integrado por mujeres durante la revolución cubana en Sierra Maestra. Se creó en La Plata el 4 de septiembre de 1958. En la actualidad se utiliza la expresión "Las Marianas de hoy" para destacar el valor y el coraje de las mujeres de Cuba.

## Historia
Algunas mujeres participaron en la insurrección contra el régimen de Fulgencio Batista y se sumaron al ejército rebelde. Además de asumir tareas en retaguardia reclamaron el derecho a llevar armas y combatir en primera línea. La mayoría de estas mujeres y su labor quedaron en el anonimato al no ocupar cargos dirigentes y sólo fueron individualidades como Haydée Santamaría, Melba Hernández, Vilma Espín, Celia Sánchez, Elvira Díaz Vallina o Zaida Trimiño entre otras quienes consiguieron superar la posterior invisibilidad. Un grupo de mujeres apoyado por Celia Sánchez con el aval de Fidel Castro formaron parte del pelotón femenino Mariana Grajales.

### Creación
Algunos de sus miembros desconfiaban de la incorporación de las mujeres al frente: 
"Las causas que maduraron nuestra decisión de insistir para incorporarnos como combatientes, más allá de ser cocineras, lavanderas, costureras, enfermeras o mensajeras, fue fruto de un sentimiento maternal de furia y rebelión ante las atrocidades que sobre el campesinado cometió la tiranía durante la ofensiva iniciada en mayo de 1958: niños asesinados en bombardeos y ametrallamientos, hijas y esposas de campesinos violadas en su presencia, familias enteras masacradas, casas y sembradíos quemados", declaró en 2013 Teté Puebla, segunda jefa del pelotón dirigido por Isabel Rielo.
Para autorizar la creación del pelotón femenino Fidel Castro encontró el respaldo de algunos combatientes y sobre todo el de Celia Sánchez. Finalmente el 4 de septiembre de 1958 tras horas de discusión entre Fidel Castro y su Estado Mayor se dio luz verde al pelotón que llevó el nombre de Mariana Grajales, heroína en las guerras de independencia de Cuba. Como prueba de su confianza, el propio Fidel les dio instrucción militar y prácticas de tiro. Tras varios días de preparación, las convocó para elegir la jefa, y al término de una prueba de tiro, Isabel Rielo resultó la mejor, y fue designada al frente del pelotón.

### Combates
Transcurridas algunas semanas, y ya armadas, comenzaron a participar en combates dirigidas por el comandante Eddy Suñol, pese a que inicialmente él fue el principal oponente de la creación del pelotón y se negó a aceptarlas en su tropa que combatiría en el llano. El primer combate en el que participaron fue en el Combate de Cerro Pelado, en el actual municipio de Bartolomé Masó, en la provincia de Granma. Por sus cualidades como tiradoras, cuatro de ellas (las hermanas Isabel y Lilia Rielo; la Gallega y Teté Puebla) bajo el mando de Eddy Suñol, fueron enviadas fundar en Holguín el IV Frente Simón Bolívar. Entre los combates en los que participaron, fue en La Presa, en Holguín, el 21 de octubre:
"quedamos aisladas del resto de la tropa, y aun así decidimos pelear hasta morir; pero los soldados enemigos, al notar que combatían contra mujeres, terminaron desmoralizados. También en Los Güiros, contra dos camiones de guardias, Suñol resultó herido al momento, y nosotras asumimos el mando de la acción, que terminó en victoria"
Explica Teté También participaron en Los Güiros, Velasco, La Cedena, Gibara, Las Uñas, Puerto Padre, Guisa y Maffo. El combate de Guisa, el más violento de los que libraron, tuvo una duración de diez días. Tras demostrarse su capacidad de resistencia el propio Eddy Suñol, en una carta que envió al Comandante en Jefe Fidel Castro, reconoció el acierto en la decisión de la creación del pelotón.

## Integrantes
Celia Sánchez fue clave en el apoyo para la creación del destacamento, integrado inicialmente por ocho miembros, después se extendieron a 15 y terminaron la guerra 13, pues dos enfermaron: Isabel Rielo jefa del pelotón, Lilia Rielo, Olga Guevara, Angelina Antolín, Rita García, Ada Bella Acosta, Normita Ferrer, Flor Pérez, Eva Palma, Orosia Soto, Juana Peña, Edemis Tamayo conocida como "la Gallega" y Delsa Esther "Teté" Puebla. 

## Reconocimientos y homenajes
Las Marianas están reconocidas en la historia de la revolución cubana como pioneras en la formación de un pelotón de combate. El libro "Cien horas con Fidel", de Ignacio Ramonet, refleja la opinión del líder de la Revolución Cubana ante la pregunta de si hubo mujeres combatientes en la Sierra. La respuesta fue la siguiente:
"Sí. Yo hice una unidad de mujeres en la Sierra, las "Marianas". Demostramos que las mujeres podían ser tan buenos soldados como los hombres. Eso me costó luchar contra el machismo allí, porque teníamos las armas más ligeras reservadas para ellas, y algunos decían: "¿Cómo le vamos a dar a una mujer un M-1". Más adelante subrayó su comportamiento excelente y su participación en los combates, pues "no estaban allí en oficinas".